# 维尔内波列
维尔内波列（烏克蘭語：Вільне Поле）是乌克兰东部顿涅茨克州沃爾諾瓦哈區科马尔市镇下辖的一个村庄。该村距顿涅茨克市中心西南方向约84.11公里（52.28英里）。

## 地理
该村海拔143米。

## 人口统计
根据2001年乌克兰人口普查，全村共有385名居民，其母语分布为：乌克兰语 90.55%，俄语 8.21%，白俄罗斯语 1.24%。

## 历史

### 俄乌全面冲突（2025年5月）
2025年5月，该村被俄军控制。